# Forte Casara
Il forte Casara è uno dei forti austro-ungarici facente parte della Fortezza di Trento (Festung Trient). Il forte si trova tra le località Montevaccino e Cognola; esso appartiene al grande sistema di fortificazioni austriache al confine italiano.

## Storia

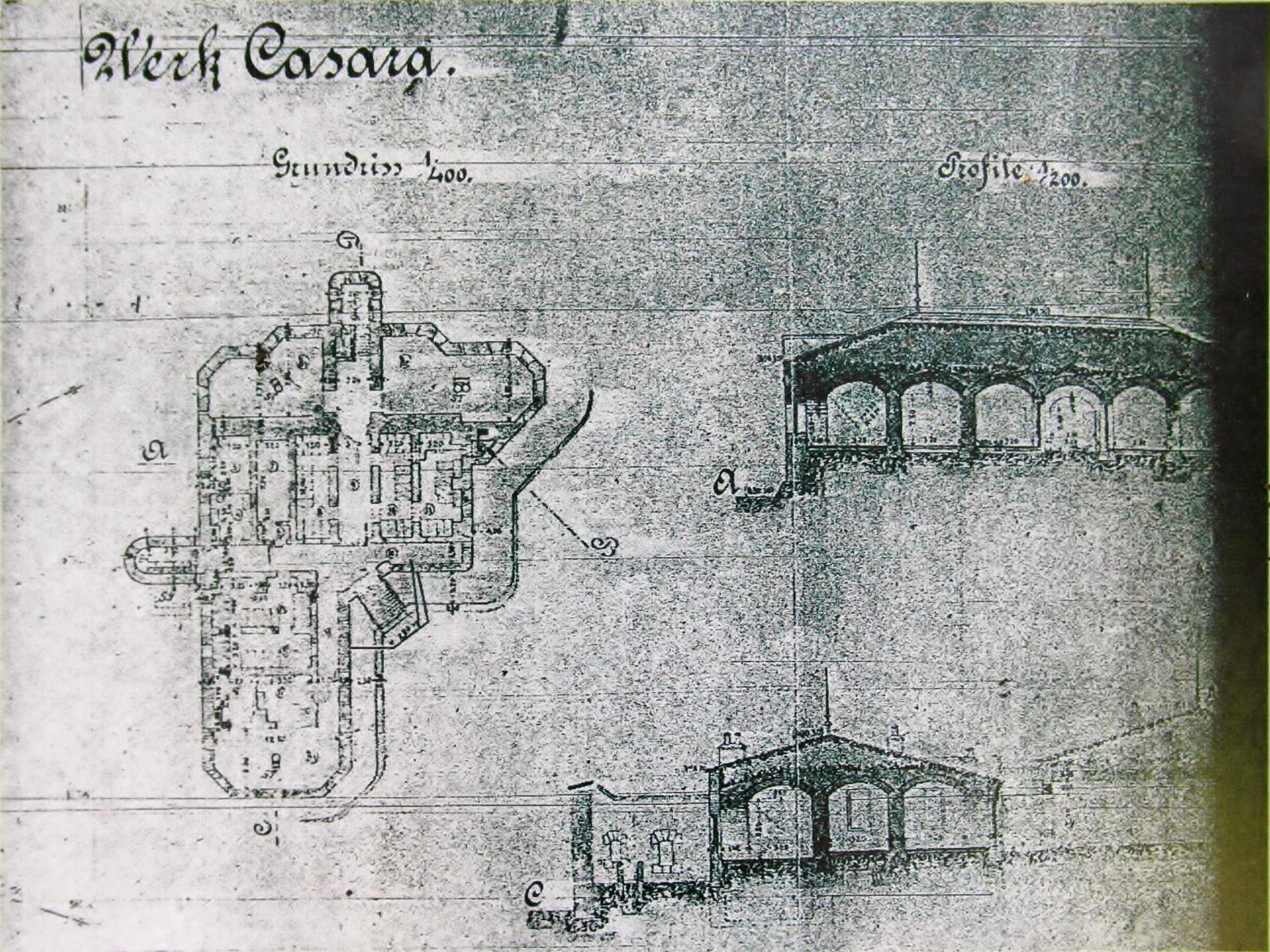
Mappa del ex forte

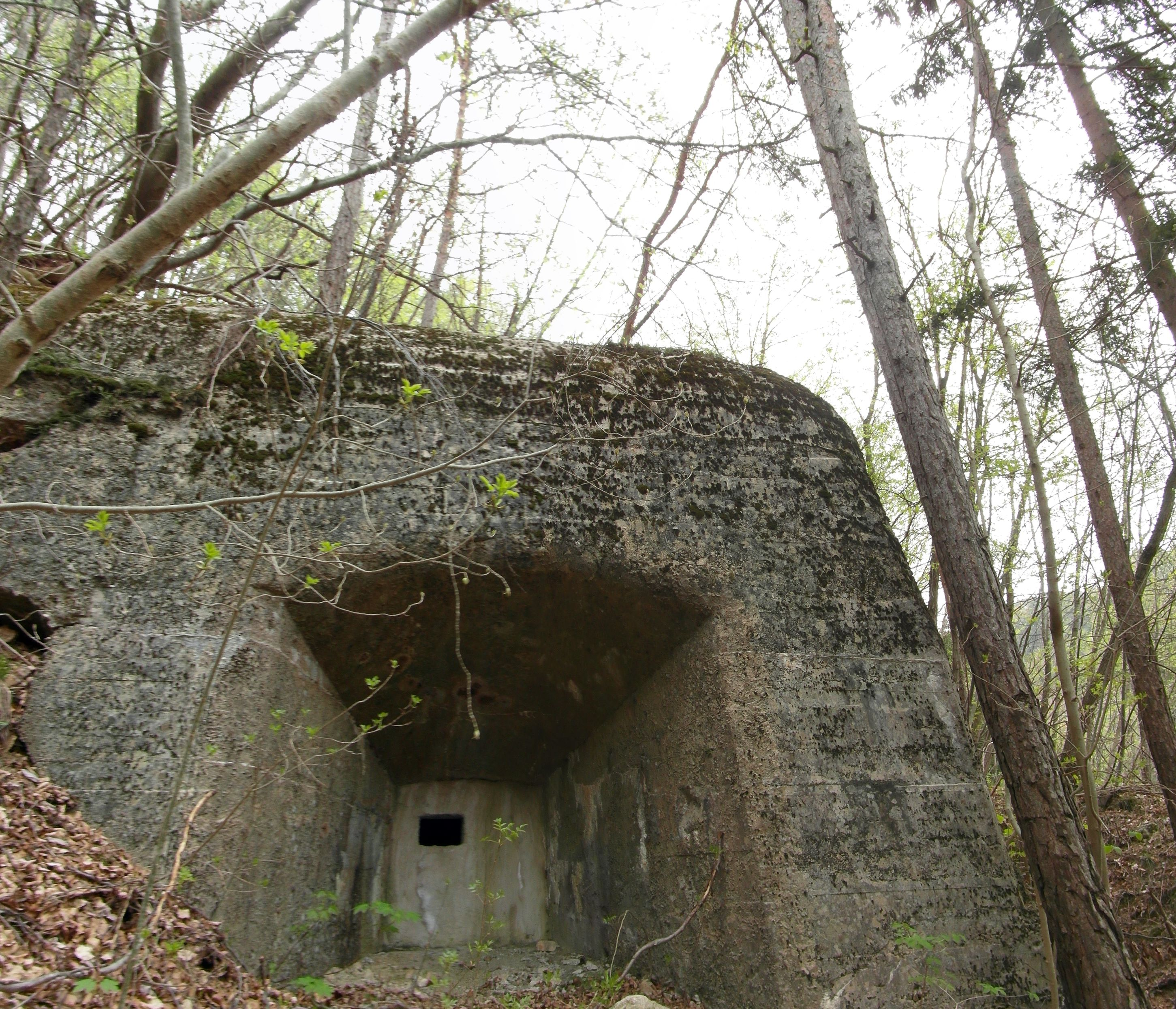
Una delle due batterie esterne al forte

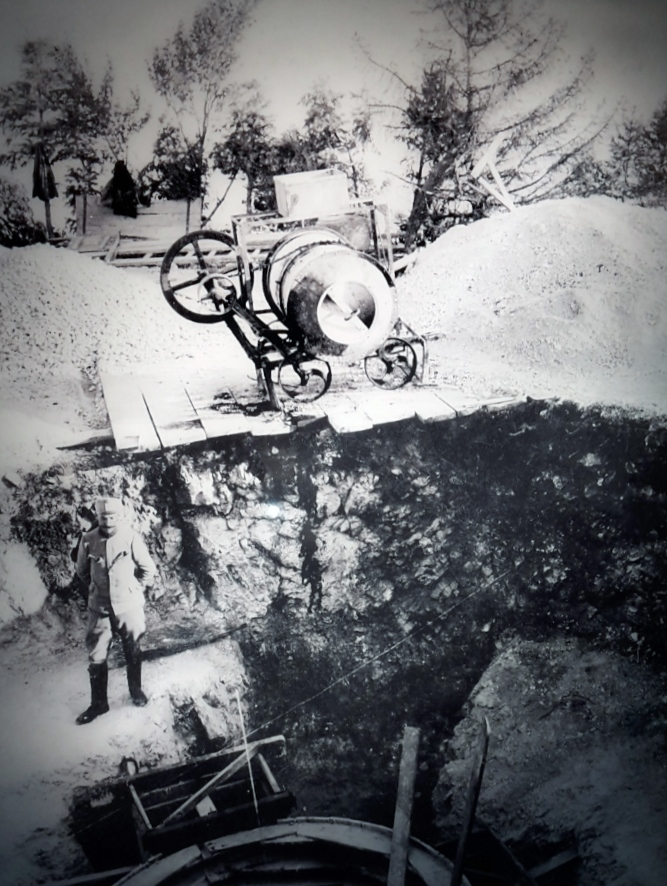
Costruzione batteria corazzata

Costruito fra il 1880 e il 1885 all'altezza dell'omonimo passo, già prima dell'inizio della prima guerra mondiale il forte risultava obsoleto e gli austriaci decisero di disarmarlo e di abbatterlo. Spostarono però i cannoni in apposite caverne.
In generale questo forte era poco armato, anche perché era sì un forte per le emergenze, ma veniva considerato secondario rispetto agli altri. La sua importanza strategica stava nella difesa della via secondaria che poteva portare nella valle dell'Adige, scavalcando la gola del Fersina, il Complesso fortificato di Civezzano e quindi la città di Trento. Data la sua posizione, alcuni cannoni vennero puntati verso la valle dell'Adige e altri verso la Valsugana.
La fortificazione era costituita come una casamatta formata da pietre trovate sul posto; solamente alcuni passaggi sotterranei erano stati armati con calcestruzzo. Uno dei sotterranei passava nei pressi di una piccola fontana e conduceva alle due caponiere che battevano la parte occidentale, mentre a est vi era un pozzo che si ipotizza conducesse ad una cupola girevole. Una terza via sotterranea portava invece ad alcuni ricoveri per la truppa, scavati nella roccia, dopo aver passato una porta tagliafuoco.
Al suo interno il forte Casara era dotato di una centrale elettrica e una telefonica, di una cucina, di alcuni ricoveri e un'indispensabile riserva d'acqua. La guarnigione prevista era di 3 ufficiali e 92 tra truppa e sottufficiali. Al di fuori delle mura erano invece stati fissati due proiettori da 50 cm. Tutto intorno al forte e fino ad arrivare alla cima del monte Calisio, si trovano diverse postazioni, trincee e altre piccole fortificazioni.
Dopo il conflitto tramite il Regio Decreto numero 1882 del 12 agosto 1927, i resti del forte furono venduti per un prezzo di Lire 10 ad un privato cittadino di Tavernaro.
Ad oggi rimane un grande piazzale con una targa commemorativa, un inizio di rampa che scende, una parte di muro in decadenza e poco distante da questi resti, alcuni piccoli bunker.

## Ubicazione
Due sono i possibili accessi a questa fortificazione:
- da Cognola: passare per Tavernaro, Villamontagna fino a giungere al maso Curaziale. Qui si trova l'indicazione per giungere fino alle rovine del forte.
- da Montevaccino: dal paese si trovano subito le indicazioni per raggiungere il forte, dapprima lungo una strada asfaltata che poi diventa sterrata. In circa mezz'ora da qui si giunge al forte.

## Armamento
Nel 1914 al forte Casara erano presenti due batterie frontali le quali erano entrambe armate con 2 cannoni da 9 cm Mod. 85.
Il forte di prevedeva un armamento all'aperto e dietro ad una protezione alta 120 cm, di 6 cannoni da 120 mm, Mod. 61.